# Teresa Dobielińska-Eliszewska
Teresa Katarzyna Dobielińska-Eliszewska (ur. 22 kwietnia 1941 w Radomsku, zm. 8 stycznia 2016 w Olsztynie) – polska polityk, lekarz onkolog, posłanka na Sejm PRL IX i X kadencji, wicemarszałek Sejmu X kadencji.

## Życiorys
Córka Stanisława i Władysławy. Ukończyła w 1965 studia na Akademii Medycznej w Poznaniu. W tym samym roku rozpoczęła pracę w służbie zdrowia w Olsztynie. Uzyskała stopień doktora nauk medycznych, a także kolejne stopnie specjalizacji: I stopnia z ginekologii i położnictwa, II stopnia z radioterapii, chemioterapii onkologicznej i medycyny społecznej. W 1974 została kierownikiem Wojewódzkiej Przychodni Onkologicznej i ordynatorem Oddziału Onkologii Zakładu Opieki Zdrowotnej w Olsztynie. Objęła później funkcję przewodniczącej oddziału Polskiego Towarzystwa Onkologicznego.
W 1969 wstąpiła do Stronnictwa Demokratycznego, z ramienia którego zasiadała w latach 1978–1984 w Miejskiej Radzie Narodowej Olsztyna. W latach 1989–1991 była członkinią Centralnego Komitetu i prezydium CK tej partii. W latach 1985–1991 sprawowała mandat posłanki na Sejm IX i X kadencji. W Sejmie kontraktowym zajmowała stanowisko wicemarszałka. W kwietniu 1991 kandydowała bezskutecznie na funkcję przewodniczącej partii. Również bez powodzenia ubiegała się o reelekcję w wyborach w 1991 w okręgu elbląsko-olsztyńskim. Po odejściu z aktywnej polityki wróciła do wykonywania zawodu lekarza, zasiadała również we władzach SD na Warmii i Mazurach, będąc w 1999 członkiem Rady Regionalnej w Olsztynie.
12 stycznia 2016 została pochowana na cmentarzu komunalnym w Olsztynie-Dywitach.

## Odznaczenia
Odznaczona Krzyżem Kawalerskim Orderu Odrodzenia Polski, Złotym i Srebrnym Krzyżem Zasługi, Medalem 40-lecia Polski Ludowej (1984), Odznaką honorowa „Zasłużony dla Warmii i Mazur”, a także Odznaką „Zasłużony Działacz Ruchu Spółdzielczego” (1983).